# Díptico del poeta y la musa

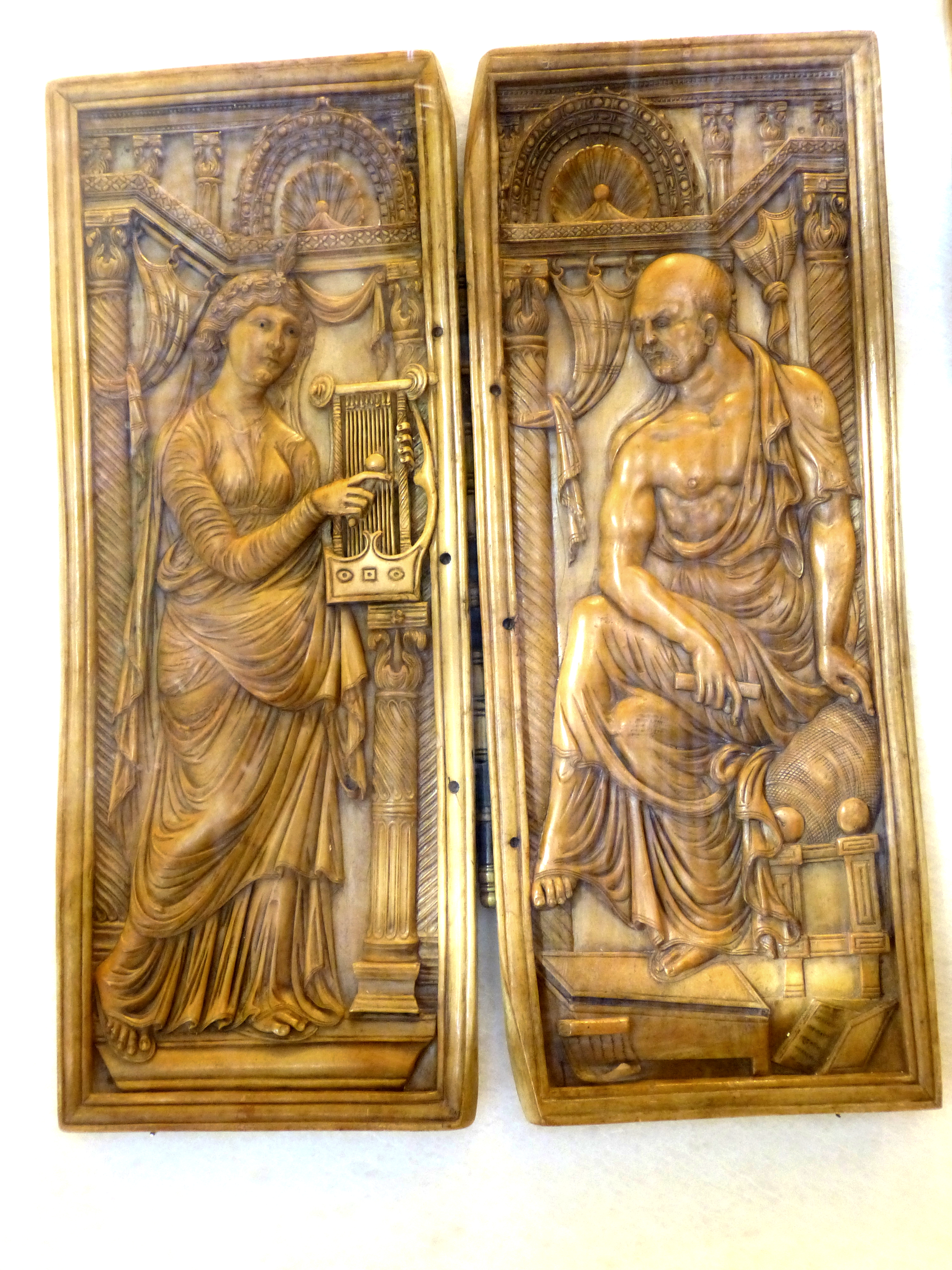
Díptico del poeta y la musa.

El Díptico del poeta y la musa es un díptico de marfil de finales de la Antigüedad que parece conmemorar, e incluso halagar, las búsquedas literarias del aristócrata que lo encargó, de modo que está un poco aparte de los dípticos consulares que eran confeccionados para distribuir a amigos y patrones cuando un hombre alcanzaba la dignidad consular durante el imperio tardorromano. La inscripción original en este ejemplo, inusualmente, se situaría en los bordes del reverso, que se cubría con una capa de cera para escribir encima, siendo el díptico de marfil un magnífico ejemplo de una tablilla de cera; la inscripción no ha sobrevivido, por lo que no hay manera de identificar al escritor para quien fue realizada. En la literatura que se ha ido acumulando sobre este díptico, varias figuras prominentes han sido ofrecidas como candidatos: Ausonio, Boecio, y Claudiano, e incluso figuras anteriores, como Ennio y Séneca, con quienes se deseó asociar al comitente
La musa representada en pie es Erato, musa de la poesía lírica, reconocible por su atributo habitual, la citara, la cual  descansa sobre una ornamentada columna estriada. El poeta en la tabla de enfrente está sentado, sacado de su contemplación por la presencia inspiradora de su Musa. Sus escrituras, un rollo de pergamino y unas tablillas de cera, yacen esparcidas a sus pies. Su rostro está cuidadosamente caracterizado como un retrato, es un hombre de mediana edad, calvo, con los rasgos contraídos por la concentración pensativa. El realismo clasicista y la iconografía, así como la completa ausencia de cualquier simbolismo cristiano — los autores cristianos escriben bajo la inspiración de los ángeles — se combinan para sugerir un hombre que ha sido educado en la tradición pagana, los cuales en el siglo V ya no podían acceder al tradicional cursus honorum, implicando un hombre retirado de la vida pública, la cual se había vuelto decididamente cristiana. W.F. Volback caracterizó esta obra como un "díptico privado", accesible solo a un público limitado, quizás incluso solo para la contemplación de su comitente; Delbrueck indica que por ello difiere de los dípticos consulares pensados para un público amplio, notando que es por ello difícil constatar el propósito y ocasión para los que fue creado.
El díptico se conserva en el Tesoro de la catedral de Monza, cerca de Milán.